# 일본의 월간 목록
일본의 월간 목록(日本の月間一覧、にほんのげっかんいちらん)은 일본의 ○○ 월간이라고 불리는 것을 목록으로 정리한 것이다.
주로, 관공청이 소관의 일정 정책을 집중해 추진·계발하기 위해 넣는 경우가 많다.
월순으로 열거하고 있다.
본 목록에서 제외하고 있는 것은 다음과 같다.
1. 개인적인 것.
2. 지극히 한 지방에서만 유효한 것.
3. 기업이나 동업 조합 등이 상품의 판매 목적으로 제정한 듯한 '월간' 중, 단발로 끝난 것이나, 사실상 이용되지 않은 것.

## 1월
- 식을 생각하는 월간(食を考える月間)
- '스무 살의 헌혈' 캠페인(「はたちの献血」キャンペーン)(~2월 28일)

## 2월
- 에너지 절약 월간(省エネルギー月間)
- 북방 영토 반환 운동 전국 강조 월간(北方領土返還運動全国強調月間)

## 3월
- 건설업 연도 말 노동 재해 방지 강조 월간(建設業年度末労働災害防止強調月間)(3월 1일~3월 31일)
- 잡지의 달(雑誌の月)(3월 4일~4월 30일)

## 4월
- 하천 미화 월간(河川美化月間)
- 미성년자 음주 방지 강조 월간(未成年者飲酒防止強調月間)
- 잡지의 달(雑誌の月)(3월 4일~4월 30일)
- 녹색의 월간(みどりの月間)(4월 15일~5월 14일)

## 5월
- 소비자 월간(消費者月間)
- 원자력 에너지 안전 월간(原子力エネルギー安全月間)
- 수방 월간(水防月間)
- 자전거 월간(自転車月間)
- 적십자 운동 월간(赤十字運動月間)
- 부정 대마·양귀비 박멸 운동(不正大麻・けし撲滅運動)(~6월 30일)
- 정보 통신 월간(情報通信月間)(5월 15일~6월 15일)

## 6월
- 특구, 지역 재생, 규제 개혁·민간 개방 집중 접수 월간(特区、地域再生、規制改革・民間開放集中受付月間)
- 남녀 고용 기회 균등 월간(男女雇用機会均等月間)
- 외국인 노동자 문제 계발 월간(外国人労働者問題啓発月間)
- 불법 취로 외국인 대책 캠페인(不法就労外国人対策キャンペーン)
- 류머티즘 월간(リウマチ月間)
- 공동체 개발 월간(まちづくり月間)
- '부정 개조 차량을 배제하는 운동' 강화 월간(「不正改造車を排除する運動」強化月間)
- 폭주족 단속 강화 월간(暴走族取締強化月間)
- 환경 월간(環境月間)
- 식생활 교육 월간(食育月間)
- 사태 재해 방지 월간(土砂災害防止月間)
- 농약 위해 방지 운동 월간(農薬危害防止運動月間)

## 7월
- 청소년의 비행 문제에 맞서는 전국 강조 월간(青少年の非行問題に取り組む全国強調月間)
- 폭주족 등 추방 강화 활동 기간(暴走族等追放強化活動期間)
- [사회를 밝게 하는 운동|'사회를 밝게 하는 운동' 강조 월간]](「社会を明るくする運動」強調月間)
- 해외 안전 캠페인(海外安全キャンペーン)
- '사랑의 혈액 서로 돕기 운동' 월간(「愛の血液助け合い運動」月間)
- 바다의 월간(海の月間)
- 하천 보호 월간(河川愛護月間)
- 해안 보호 월간(海岸愛護月間)
- 임업 노동자 재해 방지 강화 월간(林材業労働災害防止強化月間)
- 산악 조난의 방지(山岳遭難の防止)(~8월 31일)
- 파란 날개 모금 활동 강조 월간(青い羽根募金(일본수난구제회(日本水難救済会)에서 하는 해난 구조 활동을 위한 모금)活動強調月間)(~8월 31일)
- 여름의 에너지 절약 캠페인(夏の省エネキャンペーン)(~9월 30일)

## 8월
- 인권 강조 월간(人権強調月間)
- 북방 영토 반환 운동 전국 강조 월간(北方領土返還運動全国強調月間)
- 식품 위생 월간(食品衛生月間)
- 전기 사용 안전 월간(電気使用安全月間)
- 도로 만남 월간(道路ふれあい月間)

## 9월
- 암 정복 월간(がん征圧月間)
- 심신 장애인 고용 촉진 월간(心身障害者雇用促進月間)
- 지적 장애 복지 월간(知的障害福祉月間)
- 건강 증진 보급 월간(健康増進普及月間)
- 선원 노동 안전 위생 월간(船員労働安全衛生月間)
- 오존층 보호 대책 추진 월간(オゾン層保護対策推進月間)
- 녹색의 모금(緑の募金 (가을))(~10월 31일)(삼림 정비 등을 위한 모금)
- 통계 조사표 제출 촉진 월간(統計調査票提出促進月間)(~11월 30일)

## 10월
- 식품 낭비 삭제 월간(食品ロス削減月間)
- 고령자 고용 촉진 월간(高年齢者雇用促進月間)
- 체력 증진 강화 월간(体力づくり強化月間)
- 친환경 장보기 캠페인(環境にやさしい買い物キャンペーン)
- 건강 강조 월간(健康強調月間)
- 식생활 개선 보급 월간(食生活改善普及月間)
- 일과 가정을 생각하는 월간(仕事と家庭を考える月間)
- 모자 보건 강조 월간(母子保健強調月間)
- 수양 부모 월간(里親月間)
- 국민 연금 제도 추진 월간(国民年金制度推進月間)
- 장기 이식 보급 추진 월간(臓器移植普及推進月間)
- 골수 은행 추진 월간(骨髄バンク推進月間)
- 3R 추진 월간(3R(Reduce(절약), Reuse(재사용), Recycle(재활용))推進月間)
- 정보화 월간(情報化月間)
- 공업 표준화 월간(工業標準化月間)
- 토지의 날·토지 월간(土地の日・土地月間)
- 도시 녹화 월간(都市緑化月間)
- 주택 월간(住宅月間)
- 자동차 점검 정비 추진 강화 월간(自動車点検整備推進強化月間)
- 전국·자연 보도를 걷자 월간全国・自然歩道を歩こう月間)
- 공정 경쟁 규약 보급 월간(公正競争規約普及月間)
- 나무 사용 추진 월간(木づかい推進月間)(일본산 나무 사용을 추진해 이산화 탄소를 줄이는 것이 목적)
- 노동 보험 적용 촉진 월간(労働保険適用促進月間)
- 항만 노동 위생 강조 월간(港湾労働衛生強調月間)(10월 1일~10월 31일)
- 마약·각성제 남용 방지 운동(麻薬・覚せい剤乱用防止運動)(~11월 30일)
- 공동 모금 운동(共同募金運動)(~12월 31일)
- 솎아내기 추진 강화 월간(間伐推進強化月間)(~11월 30일)

## 11월
- 리모트 워크 월간(テレワーク月間)
- 전국 청소년 건전 육성 강조 월간(全国青少年健全育成強調月間)
- 과로사 방지 계발 월간(過労死防止啓発月間)[1]
- 하청 거래 적정화 추진 월간(下請取引適正化推進月間)
- 영아돌연사증후군 대책 강화 월간(乳幼児突然死症候群(SIDS)対策強化月間)
- 여유 창조 월간(ゆとり創造月間)
- 직업 능력 개발 촉진 월간(職業能力開発促進月間)
- 표준 영업 약관 보급 등록 촉진 월간(標準営業約款普及登録促進月間)
- 아동 학대 방지 추진 월간(児童虐待防止推進月間)
- 쾌적 통근 추진 월간(快適通勤推進月間)
- 임금 미불 잔업 해소 캠페인 월간(賃金不払残業解消キャンペーン月間)
- 건설 고용 개선 추진 월간(建設雇用改善推進月間)
- 신규 취농 계발 강화 월간(新規就農啓発強化月間)
- JAS 보급 추진 월간(JAS(일본 농림 규격)普及推進月間)
- 전통적 공예품 월간(伝統的工芸品月間)
- 에코 드라이브 추진 월간(エコドライブ推進月間)
- 품질 월간(品質月間)
- 소형재 월간(素形材月間)

## 12월
- 연말 서로 돕기 운동(歳末たすけあい運動)
  - NHK 연말 서로 돕기·해외 서로 돕기(NHK歳末たすけあい・海外たすけあい)
- 대기 오염 방지 추진 월간(大気汚染防止推進月間)
- 탈스파이크 타이어 추진 월간(脱スパイクタイヤ推進月間)
- 지구 온난화 방지 월간(地球温暖化防止月間)
- 겨울의 에너지 절약 캠페인(冬の省エネキャンペーン)(~3월 31일)
- 연말 연시 수송의 안전 총 점검(年末年始輸送の安全総点検)(10일~1월 10일)
- 건설업 연말 연시 노동 재해 방지 기간(建設業年末年始労働災害防止期間)(12월~1월)
- 기부 월간(寄付月間)

## '관련 문서
- 날짜 목록
- 일본의 기념일 목록
- 일본의 순간 목록
- 일본의 주간 목록